# Ekenässjön
För andra betydelser, se Ekenässjön (olika betydelser).
Ekenässjön är en tätort i Vetlanda kommun i Jönköpings län.
Ekenässjön ligger vid järnvägslinjen Vetlanda–Nässjö, 10 km norr om Vetlanda.

## Historia
I Ekenässjön fanns från 1917 till 1976 ett glasbruk, Ekenäs glasbruk, som var det nordligaste glasbruket i det så kallade Glasriket. Under 1940-talet hade glasbruket sin storhetstid, då man hade knutit tre konstnärer till bruket, Greta Runeborg-Tell, Astrid Rietz och Edvin Ollers.

### Befolkningsutveckling
| Befolkningsutvecklingen i Ekenässjön 1960–2020 | Befolkningsutvecklingen i Ekenässjön 1960–2020 | Befolkningsutvecklingen i Ekenässjön 1960–2020 | Befolkningsutvecklingen i Ekenässjön 1960–2020 | Befolkningsutvecklingen i Ekenässjön 1960–2020 |
| ---------------------------------------------- | ---------------------------------------------- | ---------------------------------------------- | ---------------------------------------------- | ---------------------------------------------- |
|                                                |                                                |                                                |                                                |                                                |
| År                                             |                                                |                                                | Folkmängd                                      | Areal (ha)                                     |
| 1960                                           | 1960                                           |                                                | 801                                            |                                                |
| 1965                                           | 1965                                           |                                                | 1 106                                          |                                                |
| 1970                                           | 1970                                           |                                                | 1 421                                          |                                                |
| 1975                                           | 1975                                           |                                                | 1 667                                          |                                                |
| 1980                                           | 1980                                           |                                                | 1 713                                          |                                                |
| 1990                                           | 1990                                           |                                                | 1 726                                          | 195                                            |
| 1995                                           | 1995                                           |                                                | 1 673                                          | 201                                            |
| 2000                                           | 2000                                           |                                                | 1 564                                          | 201                                            |
| 2005                                           | 2005                                           |                                                | 1 551                                          | 201                                            |
| 2010                                           | 2010                                           |                                                | 1 517                                          | 222                                            |
| 2015                                           | 2015                                           |                                                | 1 563                                          | 214                                            |
| 2020                                           | 2020                                           |                                                | 1 545                                          | 217                                            |
|                                                |                                                |                                                |                                                |                                                |

## Näringsliv
Ekenässjön domineras av metall- och träindustrier. Här finns bland andra Pallco AB som sysselsätter över 140 personer och Beslag och Metall som sysselsätter över 200 personer. Bröderna Anderssons möbelindustrier tillverkar soffor och fåtöljer sedan 1914.
Glasproduktion finns fortfarande på orten vid Ekenäs glashytta som producerar konstglas.

## Sport
Ekenässjöns IF bildades 11 april 1928. Föreningens namn var från början IFK Ekenässjön, men 1934 fick föreningen ändra namnet till Ekenässjöns IF efter påstötning från Smålands idrottsförbund. Klubben hade inte ansökt om medlemskap i Kamratföreningen. Föreningen bedriver fotbollsverksamhet för alla åldrar och där representationslaget spelar i de lägre divisionerna. Föreningen bedriver även motionsgymnastik.